# Giải cứu binh nhì Ryan
Giải cứu binh nhì Ryan (tựa tiếng Anh: Saving Private Ryan) là một bộ phim chiến tranh sử thi của Mỹ năm 1998 do Steven Spielberg đạo diễn và được biên kịch bởi Robert Rodat. Lấy bối cảnh ở Cuộc tấn công bờ biển Normandy trong Thế chiến II, bộ phim được biết đến nhờ những hình ảnh khốc liệt của chiến tranh trong 27 phút mở đầu, nói về cuộc tấn công ở bãi biển Omaha trong trận Normandy. Bộ phim theo chân Đại úy John H. Miller (Tom Hanks) và đội của anh (Tom Sizemore, Edward Burns, Barry Pepper, Giovanni Ribisi, Vin Diesel, Adam Goldberg và Jeremy Davies) khi họ tìm kiếm một người lính nhảy dù, Binh nhất James Francis Ryan (Matt Damon), người đã có ba anh trai bị giết trong chiến tranh. Bộ phim đánh dấu sự hợp tác giữa DreamWorks Pictures, Paramount Pictures, Amblin Entertainment và Mutual Film Company, được DreamWorks phân phối ở Bắc Mỹ và Paramount phát hành ở thị trường quốc tế.
Nhà sản xuất Mark Gordon đã đưa ra ý tưởng của Rodat, được lấy cảm hứng từ anh em nhà Niland, cho Paramount Pictures vào năm 1996. Spielberg, người thành lập DreamWorks Pictures, đã tham gia chỉ đạo dự án và cả DreamWorks và Paramount cùng bắt tay sản xuất và phát hành bộ phim. Sau khi các diễn viên trải qua khóa đào tạo được giám sát bởi cựu chiến binh hải quân Dale Dye, bộ phim đã bắt đầu bấm máy vào tháng 6 năm 1997 và kéo dài hai tháng. Những cảnh quay Ngày D của tác phẩm được quay ở bãi biển Omaha, Curracloe Strand, Ballinesker, ngay phía đông của Curracloe, County Wexford, Ireland và sử dụng các thành viên quân dự bị thuộc Quân đội Ireland làm lính bộ binh cho phân đoạn cuộc đổ bộ Normandy.
Sau khi công chiếu vào ngày 24 tháng 7 năm 1998, tác phẩm đã nhận về vô vàn lời tán dương từ các nhà phê bình và khán giả vì diễn xuất của các diễn viên (đặc biệt là Hanks), chủ nghĩa hiện thực, phần hiệu ứng, nhạc nền, kịch bản và lối chỉ đạo của Spielberg, đồng thời còn được đưa vào danh sách mười tác phẩm điện ảnh hay nhất năm 1998. Đây là một thành công phòng vé, thu về 216,8 triệu USD trong nội địa, khiến nó trở thành bộ phim có doanh thu cao nhất năm 1998 tại Hoa Kỳ, và cao thứ hai trên toàn thế giới với doanh thu 480,8 triệu USD. Giải cứu binh nhì Ryan cũng đã thu về 44 triệu USD từ việc phát hành trên các băng video gia đình vào tháng 5 năm 1999. Bộ phim đã giành được nhiều giải thưởng, bao gồm Phim chính kịch hay nhất và Đạo diễn xuất sắc nhất tại Giải Quả cầu vàng, Hiệp hội các nhà sản xuất phim Hoa Kỳ, Hiệp hội đạo diễn Hoa Kỳ và Giải Lựa chọn của giới phê bình điện ảnh. Phim cũng được đề cử mười một hạng mục tại lễ trao giải Oscar lần thứ 71, và đã chiến thắng năm hạng mục, trong đó có Đạo diễn xuất sắc thứ hai cho Spielberg, Dựng phim xuất sắc nhất, Quay phim xuất sắc, Hòa âm hay nhất và Biên tập âm xuất sắc nhất, mặc dù đã để thua giải Oscar cho phim hay nhất vào tay Shakespeare in Love. Đây cũng là một trong những đợt trao giải Oscar gây tranh cãi nhất cho đến thời điểm hiện tại.
Kể từ khi phát hành, Giải cứu binh nhì Ryan đã được ca ngợi như một trong những bộ phim có ảnh hưởng nhất trong thể loại phim chiến tranh. Nó đã trở thành hình mẫu cho các bộ phim và trò chơi Thế chiến II sau này. Năm 2007, Giải cứu binh nhì Ryan được xếp hạng là phim thứ 71 trong Danh sách 100 phim hay nhất của Viện phim Mỹ. Năm 2014, bộ phim đã được Viện lưu trữ phim quốc gia lưu giữ trong Thư viện Quốc hội, được xem là"có ý nghĩa về mặt văn hóa, lịch sử và thẩm mỹ".

## Nội dung
Bộ phim lấy bối cảnh chiến tranh thế giới thứ II,vào ngày 6 tháng 6 năm 1944, quân đội Mỹ đổ bộ vào bờ biển Normandy trước sự kháng cự dữ dội của quân đội Đức. Xác lính Mỹ nằm đầy trên bãi biển, không ai có thể dám tiến lên bờ biển.Trước tình hình đó, Đại úy John H. Miller dẫn binh lính của ông ta chạy qua các lô cốt và giết nhiều lính Đức, mở đường cho quân Mỹ chiếm bờ biển. Nhờ thế quân Mỹ nhanh chóng kiểm soát được bờ biển trong tay. Ở Washington DC, Tướng quân George Marshall nhận được báo cáo rằng ba người trong số bốn anh em nhà Ryan đều tử trận trên chiến trường và mẹ của họ cũng nhận được bức điện tín tương tự như vậy. Cảm động trước hoàn cảnh nhà Ryan, Đại tướng Marshall ra lệnh một đội lính Mỹ đi tìm người con trai út James Francis Ryan về.
Đội của Đại úy Miller là đội nhận lệnh tìm Ryan, ông ta dẫn bảy người lính đi theo là: Horvath, Reiben, Jackson, Mellish, Caparzo, Wade và Upham. Đội của Miller chỉ biết Ryan thuộc Sư đoàn Không vận 101, anh ta nhảy dù lạc đâu đó ở Normandy chứ họ không biết chính xác anh ta lạc ở đâu. Đến vùng ngoại ô Neuville, Caparzo bị lính bắn tỉa Đức bắn và sau đó tên Đức cũng bị Jackson bắn lại. Sau đó, đội của Miller gặp nhóm lính dù từ Sư đoàn Không vận 101 do Đại úy Fred Hamill chỉ huy. Miller thấy một Binh nhì Ryan nhưng thực ra anh này là James Frederick Ryan chứ không phải James Francis Ryan. Miller cùng binh lính tiếp tục đi tìm James Francis Ryan, họ đến Vierville, nơi đây rất đông lính Mỹ, có người cho Miller biết đội của Ryan đang làm nhiệm vụ bảo vệ cây cầu ở Ramelle.
Trên đường đến Ramelle, đội của Miller tiêu diệt một tổ súng máy Đức, Wade phải hi sinh do bị súng máy bắn trúng. Tên tù binh biệt danh Steamboat Willie van xin Miller tha mạng cho hắn, Miller lấy khăn bịt mắt Steamboat Willie lại rồi bắt hắn bước đi 1000 bước chân mới được tháo khăn ra. Reiben chứng kiến cái chết của hai đồng đội nên anh ta cảm thấy khó chịu và có ý định đào ngũ, Horvath đã cản Reiben lại, Reiben miễn cưỡng ở lại đội. Cuối cùng, đội của Miller tìm được Ryan khi họ đến Ramelle. Mặc dù Miller có kể Ryan nghe chuyện ba người anh của Ryan đều chết nhưng Ryan vẫn không chịu về, anh ta không muốn bỏ những đồng đội khác. Miller và binh lính của ông quyết định ở lại bảo vệ cây cầu giúp đội của Ryan.
Tất cả lính Mỹ chuẩn bị đạn dược, súng máy, bom mìn để phục kích quân Đức. Một lúc sau, quân Đức đến nơi, chúng có năm mươi lính bộ binh đi chung với hai xe tăng Tiger, hai pháo tự hành Marder. Trận đánh bắt đầu diễn ra, quân Mỹ - quân Đức bắn giết nhau ác liệt, Miller cho lính bảo vệ Ryan bằng mọi giá. Quân Mỹ tiêu diệt một chiếc xe tăng, hai khẩu pháo và gần hết lính Đức, nhưng chúng lại kéo thêm lính đến, trong đó có cả Steamboat Willie. Lính Mỹ rút về bên kia cây cầu, Steamboat Willie bắn Miller đúng lúc ông tính cho nổ tung cây cầu. Chiếc xe tăng Tiger còn lại đang qua cầu thì bị máy bay P-51 Mustang của Mỹ bay ngang bắn nổ, lúc đó xe tăng Sherman cũng như rất nhiều lính Mỹ khác xuất hiện. Quân Đức sợ hãi bỏ chạy, Upham chạy ra bắn chết Steamboat Willie để trả thù cho Miller. Sau trận đánh này thì Horvath, Jackson, Mellish và Miller hi sinh; ba người duy nhất sống sót là Upham, Reiben và Ryan. Trước khi chết Miller có dặn Ryan sau này ráng sống tốt để không uổng công cả đội ông hi sinh vì anh ta.
Nhiều năm sau, Ryan, lúc này đã già, đi đến nghĩa trang liệt sĩ cùng với vợ và con cháu. Sau một hồi lâu đứng trước mộ của Đại úy Miller, Ryan hỏi vợ rằng ông có sống tốt như lời dặn của đại úy Miller hay không, và bà ấy nói có.

## Diễn viên
- Tom Hanks vai Đại úy John H. Miller
- Matt Damon vai Binh nhất James Francis Ryan
- Tom Sizemore vai Trung sĩ Kỹ thuật Mike Horvath
- Edward Burns vai Binh nhất Richard Reiben
- Barry Pepper vai Binh nhì Daniel Jackson
- Adam Goldberg vai Binh nhì Stanley "Fish" Mellish
- Vin Diesel vai Binh nhất Adrian Caparzo
- Giovanni Ribisi vai Trung sĩ/Quân y Irwin Wade
- Jeremy Davies vai Hạ sĩ Timothy E. Upham
- Harrison Young vai James Francis Ryan lúc già
- Kathleen Byron vai Bà Ryan
- Ted Danson vai Đại úy Fred Hamill
- Paul Giamatti vai Trung sĩ William Hill
- Dennis Farina vai Trung tá Walter Anderson
- Harve Presnell vai Đại tướng George C. Marshall
- Leland Orser vai Trung úy DeWindt
- Nathan Fillion vai Binh nhì James Frederick Ryan
- Max Martini vai Hạ sĩ Fred Henderson
- Demetri Goritsas vai Binh nhì Parker
- Dylan Bruno vai Binh nhất Toynbe
- Joerg Stadler vai Steamboat Willie
- Ian Porter vai Binh nhì Trask

## Tiếp nhận

### Doanh thu
Giải cứu binh nhì Ryan đã được phát hành tại 2.463 rạp vào ngày 24 tháng 7 năm 1998 và thu về 30,5 triệu USD vào cuối tuần công chiếu, đứng ở vị trí số một và vẫn tiếp tục dẫn đầu trong bốn tuần tiếp theo cho đến khi bị Blade vượt mặt trong tuần thứ năm phát hành. Bộ phim đã thu về 216,5 triệu USD ở Mỹ và Canada và 265,3 triệu USD ở các lãnh thổ khác, nâng tổng doanh thu trên toàn thế giới lên đến 480,8 triệu USD. Đây là bộ phim Hoa Kỳ có doanh thu cao nhất năm 1998, trong khi Armageddon lại là bộ phim có doanh thu cao nhất năm 1998 trên toàn thế giới. Box Office Mojo ước tính rằng bộ phim đã bán được hơn 45,74 triệu vé tại Hoa Kỳ và Canada.

### Phản hồi

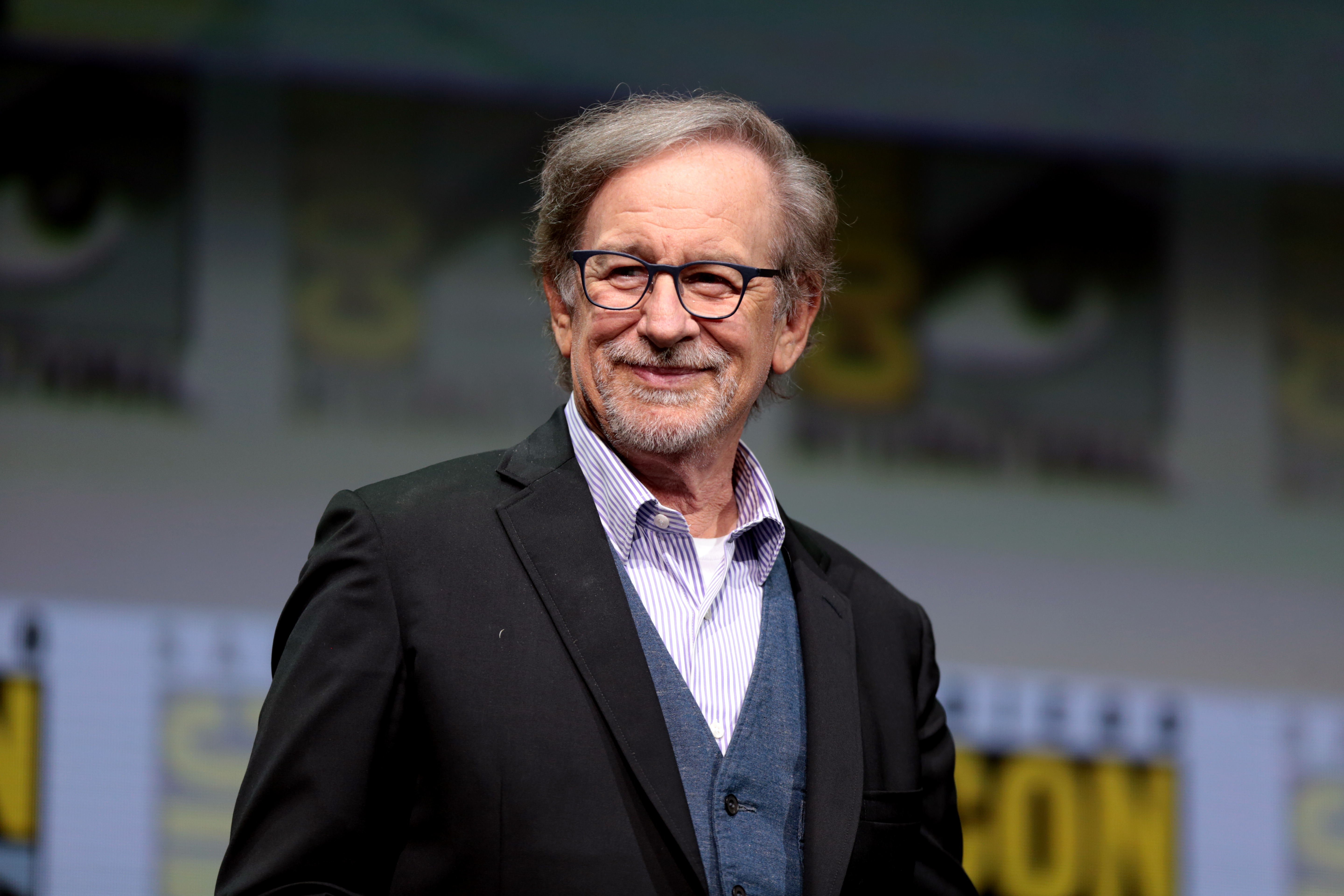
Steven Spielberg (vào năm 2016) đã nhận được nhiều lời khen ngợi từ việc chỉ đạo bộ phim và sau đó đã giành được Giải Oscar cho đạo diễn xuất sắc nhất.

Giải cứu binh nhì Ryan đã nhận được sự tán dương từ các nhà phê bình và khán giả; phần lớn lời khen ngợi đều dành cho đạo diễn Spielberg, những cảnh chiến đấu chân thật, diễn xuất của các diễn viên, phần âm nhạc của John Williams, kỹ xảo hình ảnh, biên tập và kịch bản phim. Trên hệ thống tổng hợp kết quả đánh giá Rotten Tomatoes, bộ phim nhận được 'được chứng nhận tươi' là 93% dựa trên 139 đánh giá với điểm trung bình là 8,64/10. Sự đồng thuận nêu rõ"Với diễn xuất tuyệt vời của Tom Hanks, bộ phim chiến tranh thực tế của Steven Spielberg hầu như định nghĩa lại thể loại này". Bộ phim cũng có số điểm 91 trên 100 trên trang Metacritic dựa trên 35 bài phê bình.
Nhiều hiệp hội phê bình, như Hội phê bình phim New York và Hiệp hội phê bình phim Los Angeles, đã chọn Giải cứ binh nhì Ryan là"Bộ phim của năm". Roger Ebert đã cho bộ phim bốn trên bốn sao và gọi đó là"một trải nghiệm tuyệt vời". Janet Maslin của Thời báo New York gọi đó là"bộ phim chiến tranh hay nhất mọi thời đại của chúng ta."Gene Siskel, nói rằng bộ phim"hoàn thành điều mà tôi được dạy là khó khăn nhất khi làm một bộ phim hành động phản chiến hay, ít nhất, một bộ phim không bằng cách nào đó tôn vinh hoặc làm trái sự thật về cuộc chiến".

## Giải thưởng
Bộ phim gặt hái được mười một đề cử tại tại Giải Oscar lần thứ 71, bao gồm Phim hay nhất, Nam diễn viên chính xuất sắc nhất cho Tom Hanks và Kịch bản gốc xuất sắc nhất. Bộ phim sau đó đã chiến thắng năm hạng mục, bao gồm Quay phim xuất sắc nhất, Hòa âm hay nhất, Biên tập âm thanh xuất sắc nhất, Dựng phim xuất sắc nhất, và Đạo diễn xuất sắc nhất cho Spielberg; đây cũng là chiến thắng thứ hai của ông trong hạng mục đó. Giải cứu binh nhì Ryan đã để lọt giải Phim hay nhất vào tay Shakespeare in Love, là một trong số ít bộ phim giành được giải Đạo diễn xuất sắc nhất mà không giành giải Phim hay nhất. Quyết định của Viện hàn lâm đã dẫn đến một làn sóng chỉ trích trong những năm gần đây, và nhiều người coi đây là một trong những buổi lễ gây tranh cãi nhất. Trong một cuộc thăm dò vào năm 2015, các thành viên của Viện hàn lâm nói rằng, nếu có cơ hội thứ hai, họ sẽ trao giải Oscar cho Phim hay nhất cho Giải cứu binh nhì Ryan.